# Protestas en India de 2019-2020
Las protestas en India, también conocidas como protestas de la Ley de Enmienda de Ciudadanía, son manifestaciones masivas iniciadas el 4 de diciembre contra la Ley de Enmienda de Ciudadanía que, a su juicio, la consideran «discriminatoria» hacia los indios musulmanes. La Ley de Enmienda de Ciudadanía fue aprobada el 12 de diciembre de 2019 y es una apertura a que minorías religiosas que escapan de la represión por su fe puedan asentarse en territorio de la India, especialmente en el norte, como ciudadanos reconocidos. La propia ley específica qué minorías son preferentes: hindúes, sijeistas, budistas, jainistas, parsis y cristianos.
Entre los motivos de las protestas de las organizaciones estudiantiles participantes, activistas de derechos humanos, organizaciones religiosas y grupos seculares se incluyen la presunta discriminación por credo a los musulmanes, pues en la ley no se hace mención alguna de dicho grupo religioso ni como refugiado ni como poblador local, durante las primeras manifestaciones, la policía india hizo uso de la fuerza bruta para intentar manejar la situación.
La gente de Assam y otros estados del noreste de la India se oponen a la Ley por temor a que el asentamiento de inmigrantes ilegales y refugiados no musulmanes en sus regiones cambie el equilibrio demográfico. Las protestas comenzaron en centros de estudios de los estados de Assam, Delhi, Meghalaya, Manipur y Tripura el 4 de diciembre de 2019, y se extendieron a otras partes de la India.
El 15 de diciembre, la policía entró por la fuerza en el campus de Jamia Millia Islamia y la Universidad musulmana de Aligarh, donde se llevaban a cabo protestas. La policía usó porras y gases lacrimógenos contra los estudiantes. Más de doscientos estudiantes resultaron heridos y unos cien estudiantes fueron detenidos durante la noche en la estación de policía. La brutalidad policial fue ampliamente criticada y resultó en manifestaciones de rechazo en todo el país como respuesta.
En las protestas hubo más de mil arrestos y 15 muertes. Dos niños menores de 18 años se encontraban entre los que habrían muerto por disparos policiales en Assam. La Ley ha sido criticada y calificada de inconstitucional por varios abogados y políticos reconocidos nacionalmente como Soli Sorabjee, Markandey Katju, P Chidambaram, Abhishek M Singhvi, Ashish Goel, y Suhrith Parthasarathy. Varias organizaciones han solicitado a la Corte Suprema de India que declare ilegal la ley, aunque el 18 de diciembre esta última informó que no se interpondrá en las decisión del Parlamento de la India.

## Contexto
La Ley de Ciudadanía (Enmienda) (CAA, por sus siglas claves) es una ley del Parlamento de la India que modifica la Ley de Ciudadanía de 1955 para dar un camino de ingreso a obtener la ciudadanía india a los inmigrantes ilegales que son hindúes, sikhs, budistas, jainistas, parisinos y cristianos provenientes de  Afganistán, Bangladés y Pakistán, que ingresaron a la India el 31 de diciembre de 2014 o antes. La Ley no menciona a los musulmanes y no ofrece los mismos beneficios de elegibilidad a los refugiados musulmanes. También busca relajar el requisito de residencia en India para la ciudadanía por naturalización de 11 años a 5 años para estos migrantes.
La oposición parlamentaria afirma que la Ley de Ciudadanía invisibiliza la identidad musulmana al declarar que India es un refugio bienvenido para todas las demás comunidades religiosas, que busca establecer legalmente a los musulmanes como ciudadanos de segunda clase de la India al proporcionar un trato preferencial a otros grupos y, por lo tanto, viola el artículo 14 de la Constitución de la India que garantiza el derecho fundamental a la igualdad de todas las personas.
Los críticos de la Ley han declarado que, debido al Registro Nacional de Ciudadanos (NRC), los musulmanes podrían quedar apátridas, mientras que la CAA podría proteger a las personas con identidad hindú, sij, budista, jainista, parsi o cristiana como un medio para proporcionar ellos con la ciudadanía india si no pudieron demostrar que eran ciudadanos de la India bajo los estrictos requisitos de la NRC. Algunos críticos alegan que es un intento deliberado de privar de derechos a los musulmanes de acuerdo con la ideología hindutva del gobernante Partido Popular Indio. El ministro del Interior, Amit Shah, había establecido previamente una fecha límite para la implementación de una NRC en todo el país al afirmar que el ejercicio se implementaría antes de las elecciones de 2024 Lok Sabha.
La aprobación de la Ley provocó protestas en la India. Tanto grupos musulmanes como seculares han protestado, alegando discriminación religiosa. La gente de Assam y otros estados del noreste continúan protestando por temor a que los inmigrantes ilegales de Bangladés en sus regiones puedan quedarse, ya que muchos inmigrantes de Bangladés son hindúes bengalíes.
La Ley impugna directamente la cláusula 5 del Acuerdo de Assam de 1985. La Ley fue criticada por organizaciones liberales de todo el país, y el Congreso Nacional de India y otros partidos políticos importantes se opusieron. Los estados de Madhya Pradesh, Chhattisgarh, Bengala Occidental, Punjab y Kerala se han negado a implementarlo. La Liga Musulmana de la Unión India solicitó a la Corte Suprema de India que declarara ilegal el proyecto de ley.
También se ha expresado preocupación con respecto a la exclusión de varios países no musulmanes de la India, como Sri Lanka, sobre los cuales Shiv Sena y varias figuras religiosas han preguntado sobre el estado de ciudadanía de los hindúes de habla tamil a quienes se les permitió establecerse legalmente en el país. Nepal y Bután, el último de los cuales está acusado de discriminar a los hindúes a través de una sociedad exclusivamente budista. Los refugiados tibetanos de China también están excluidos del proyecto de ley a pesar de ser una preocupación constante y no poder adquirir la nacionalidad india.

## Protestas

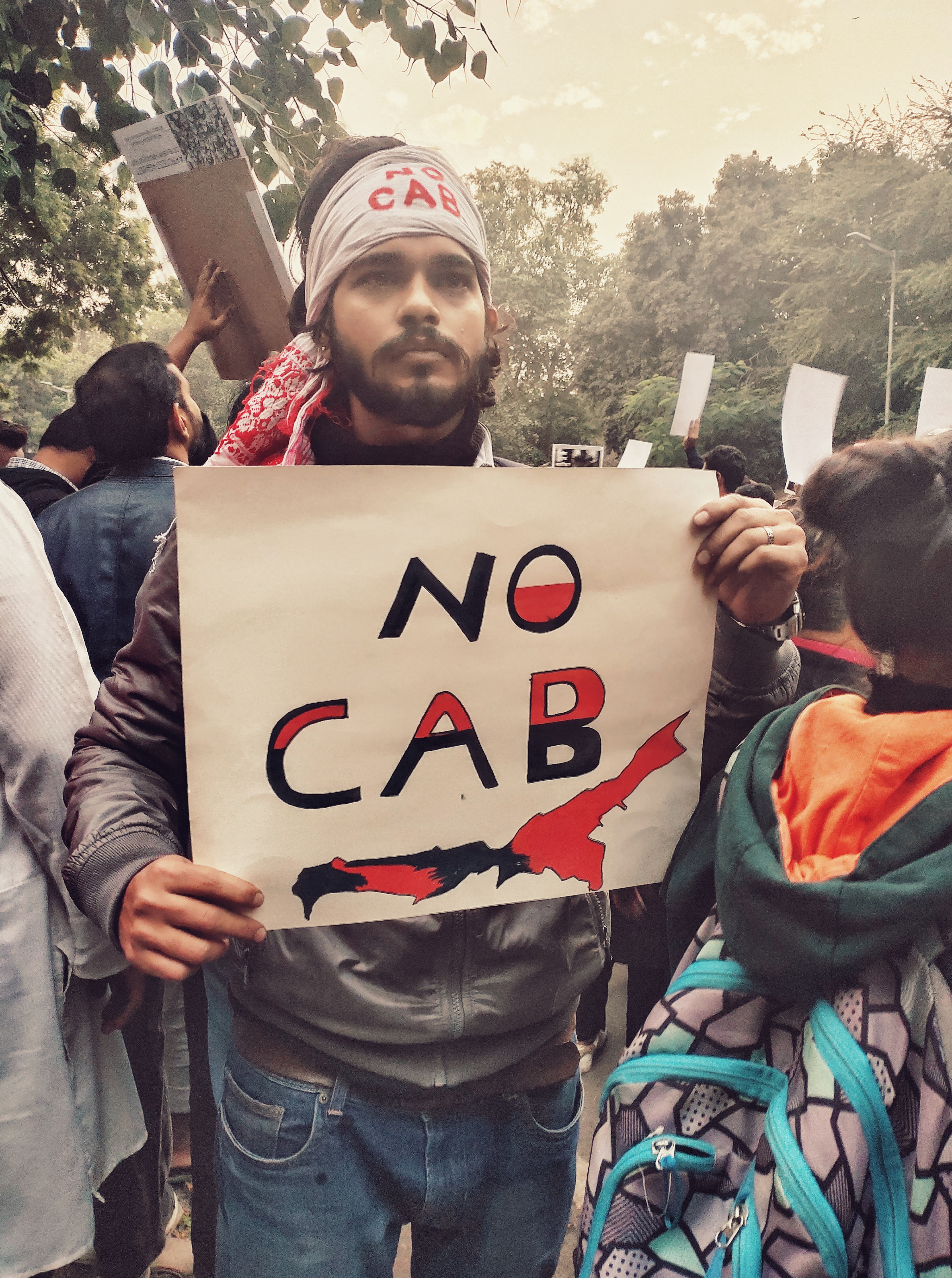
Varón con letrero y pintada con la frase NO CAB que es un término usado por los manifestantes para pedir la anulación de la Ley de Ciudadanía de 2019.

Después de que se aprobó el proyecto de ley el 4 de diciembre de 2019, estallaron violentas protestas en Assam, especialmente en Guwahati y otras áreas del estado. También se llevaron a cabo protestas reaccionarias en varias ciudades metropolitanas de la India, incluidas Delhi, Bangalore, Hyderabad, Jaipur, Kolkata y Mumbai.
Como reacción, también se realizaron protestas en universidades de todo el país, incluida la Universidad del Algodón, Universidad de Gauhati, IIT Bombay, Universidad de la Presidencia, Jamia Millia Islamia, Universidad de Osmania, Universidad de Delhi, Universidad de Panyab y la Universidad Musulmana Aligarh. Para el 16 de diciembre, las protestas se habían extendido por toda la India con manifestaciones en al menos 17 ciudades, incluidas Chennai, Jaipur, Bhopal, Lucknow y Puducherry. En Maharashtra, los estudiantes del Instituto Tata de Ciencias Sociales y la Universidad de Bombay en Bombay, el Dr. Babasaheb Ambedkar Marathwada University en Aurangabad y la Universidad Savitribai Phule Pune (SPPU) en Pune organizaron protestas en solidaridad. con sus homólogos en la Jamia Millia Islamia y la Universidad Musulmana de Aligarh. Estudiantes de varias universidades afiliadas a SPPU y miembros de organizaciones como la Unión Nacional de Estudiantes de India, la Federación de Estudiantes de India y Yuvak Kranti Dal participaron en la protesta.

### Assam
Después de que se aprobó el proyecto de ley el 4 de diciembre de 2019, estallaron violentas protestas en Assam, especialmente en Guwahati y otras áreas del estado. Reuters señaló que las protestas en el estado fueron las más violentas de los últimos días y agregó que al menos dos personas murieron. Se incendiaron edificios y estaciones de ferrocarril. Los manifestantes estaban enojados porque la nueva ley permitiría a miles de inmigrantes no musulmanes de habla bengalí de Bangladés, convertirse en ciudadanos legales de la India, influyendo así en el entorno político y cultural de Assam. Miles de miembros y trabajadores de All Assam Students Union (AASU) y otras 30 organizaciones indígenas, artistas, activistas culturales del estado se habían reunido en el terreno de Latasil en la ciudad capital de Assam para protestar contra la Ley. Posteriormente, la policía de Assam había detenido al secretario general , el asesor de la AASU y más de 1,000 manifestantes en Guwahati mientras realizaban una manifestación de protesta.
En Dispur, varios miles de manifestantes derribaron las barricadas policiales para protestar frente al edificio de la Asamblea Legislativa de Assam. También se llevaron a cabo manifestaciones en Agartala.
En Dibrugarh, la Unión de Estudiantes de All Assam destrozó la oficina del distrito de Asom Gana Parishad que había votado a favor del acto como parte de la Coalición gobernante.
Las autoridades administrativas restringieron el acceso a Internet en Assam. También se declaró un toque de queda en Assam y Tripura debido a las protestas, lo que llevó al ejército a ser desplegado cuando los manifestantes desafiaron esos toques de queda. Se suspendieron los servicios ferroviarios y algunas aerolíneas comenzaron a renunciar a las tarifas de reprogramación o cancelación en esas áreas. Los funcionarios informaron que al menos dos personas murieron después de enfrentamientos con la policía en Guwahati, Assam. El 15 de diciembre, el funcionario del Gauhati Medical College and Hospital declaró que Ishwar Nayak murió la noche del 14 de diciembre y Abdul Alim murió el 15 de diciembre por la mañana. Ambos habían sido ingresados en el hospital después de sufrir heridas de bala.

### Tripura
Tripura también vio protestas contra CAA. Junto con Assam, Internet también se cerró en Tripura.

### Otros estados del noreste
Manipur y Arunachal Pradesh vieron protestas con sus respectivas organizaciones estudiantiles convocando huelgas y cierres.

### Delhi

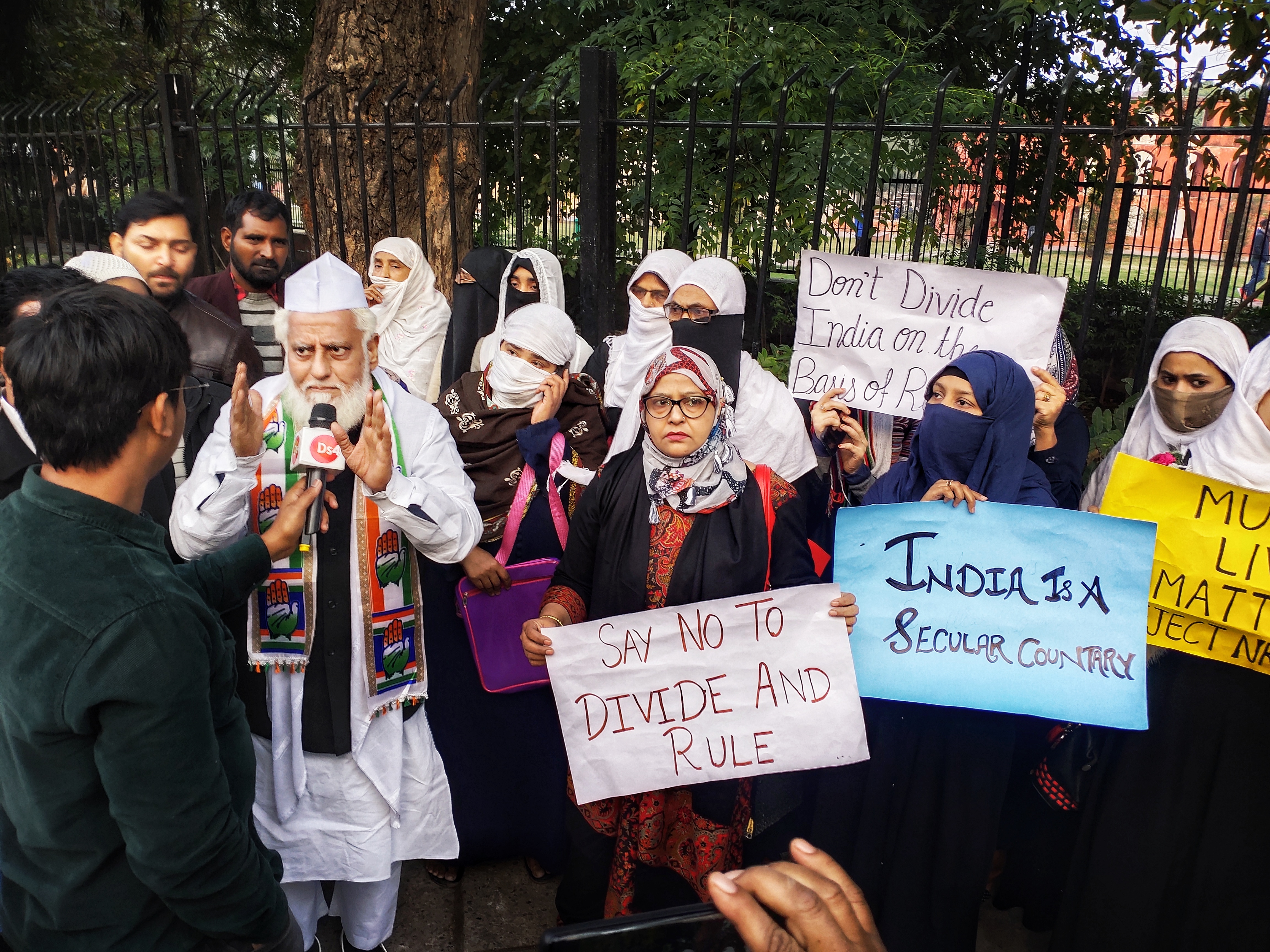
Musulmanes de Nueva Delhi pidiendo al gobierno retirar la ley.

El sábado 14 de diciembre, miles de agitadores se apiñaron en Jantar Mantar Road, llenando un espacio que se estima en la mitad del tamaño de un campo de fútbol, ya que ocurrieron múltiples manifestaciones contra el CAA en Delhi.
El 15 de diciembre, en Delhi, cerca de New Friends Colony, tres autobuses de la Corporación de Transporte de Delhi fueron incendiados.
El 16 de diciembre, Priyanka Gandhi encabezó una protesta silenciosa en la Puerta de la India junto con unos trescientos trabajadores del congreso para mostrar solidaridad con los estudiantes de Jamia Millia Islamia.
El 17 de diciembre, el área de Seelampur en Delhi tuvo multitudes que arrojaron piedras contra los oficiales de policía. La policía tomó represalias con gases lacrimógenos y porras, en las cuales, según informes locales, varios manifestantes y oficiales resultaron heridos. También hubo informes de una estación de policía incendiada. Según la policía, los autobuses fueron destrozados en el área.

### Bengala Occidental
El sábado 14 de diciembre, se produjeron violentas protestas en Bengala Occidental cuando los manifestantes atacaron estaciones de ferrocarril y autobuses públicos. Los manifestantes incendiaron cinco trenes en las estaciones de ferrocarril de Lalgola y Krishnapur en el distrito de Murshidabad; Las vías del tren también fueron dañadas en Suti.
El lunes 16 de diciembre, decenas de miles de personas se unieron a una manifestación encabezada por la ministra en jefe Mamata Banerjee y su partido gobernante del Congreso de Trinamool. Mamata Banerjee declaró que la NRC y la CAA se implementarían en el estado "sobre su cadáver", apeló a la gente a mantener la paz y la tranquilidad mientras acusaba a las "fuerzas externas" y los "títeres del BJP" de participar en la violencia.
El martes 17 de diciembre, los bloqueos de carreteras y ferrocarriles continuaron en partes de Bengala Occidental, aunque no se informaron incidentes mayores de violencia, mientras que las protestas continuaron en los distritos de South 24 Parganas, North 24 Parganas y Nadia.

### Uttar Pradesh
Se llevaron a cabo protestas en Aligarh, Kanpur, Bareilly, Varanasi y Lucknow. Los estudiantes de la Universidad Hindú de Banaras también protestaron en apoyo de los estudiantes de AMU y Jamia.

#### Mau
El 16 de diciembre, en respuesta a la represión policial en la Universidad Jamia Millia en Delhi y la Universidad Aligarh Muslim por la Ley de Enmienda de Ciudadanía, se produjeron enfrentamientos entre la policía y los manifestantes en el área de Dakshintola en Mau, Uttar Pradesh, donde al menos quince vehículos (incluidos vehículos policiales) fueron incendiados y arrojados con piedras. La policía recurrió a disparar al aire y usar gases lacrimógenos para dispersar a los manifestantes. Una parte de la estación de policía en el área de Mirza Hadipura del distrito de Mau fue incendiada. Según el magistrado del distrito, los manifestantes estaban molestos con la acción policial en la Universidad de Jamia.

### Kerala
El 16 de diciembre, la coalición gobernante del Frente Democrático de Izquierda (LDF) y la coalición opositora parlamentaria rival del Frente Democrático Unido (UDF) organizaron una huelga de hambre conjunta en la Plaza de los Mártires de Thiruvananthapuram. El ministro principal de Kerala, Pinarayi Vijayan, dijo que Kerala "se unirá para luchar contra los malvados diseños del gobierno de Modi que socavan las credenciales seculares de la India, calificando la Ley de Enmienda de Ciudadanos como "anticonstitucional y anti-pueblo". Líder de la Oposición Ramesh Chennithala observó que se requiere otra lucha por la independencia para salvar la constitución de las "fuerzas fascistas".
El 17 de diciembre, el Partido Socialdemócrata de la India (SDPI) y las organizaciones aliadas llamaron a Harthal contra CAA. Los autobuses de Kerala State Road Transport Corporation (KSRTC) fueron destrozados durante la protesta. La policía de Kerala ha detenido a casi 233 personas en relación con el hartal.

### Karnataka
Las protestas contra la Ley de Enmienda de Ciudadanía (CAA) estallaron en varias partes de Karnataka el lunes. En Mysore, cientos de personas salieron a la calle, levantaron consignas exigiendo la abolición de la CAA y sacaron un mitin en bicicleta contra la Ley. Después de la agitación, la policía impuso órdenes prohibitorias bajo la Sección 144 del Código de Procedimiento Penal (CrPC) que califica a cualquier congregación en la ciudad de Mysore como ilegal. En Bangalore, los estudiantes de IISc organizaron una protesta silenciosa de un día frente a la estatua de Jamsetji Tata en solidaridad con los estudiantes de la Universidad Jamia Millia Islamia en Nueva Delhi y otras partes de la India. Los manifestantes organizaron manifestaciones sentadas, realizaron manifestaciones y levantaron consignas contra el gobierno de BJP en el Centro.
En Shimoga, la policía detuvo a la ex MLA KB Prasanna Kumar que dirigió las protestas cerca del Parque Gandhi en la ciudad bajo la premisa de que las protestas podrían volverse violentas. En Bellary, se llevó a cabo una manifestación en las calles opuestas al CAA. La policía arrestó a 38 manifestantes del Frente del Campus de la India en Mangalore que marchaban hacia la residencia del Comisionado Adjunto por bloquear el tráfico en Balmatta Road. Las protestas se llevaron a cabo en Raichur después de que se hizo evidente que aproximadamente 5,000 de los 20,000 inmigrantes de Bangladés que residen en un campamento en Sindhanur obtendrían la ciudadanía.

### Tamil Nadu
El 16 de diciembre, las organizaciones musulmanas y los partidos políticos organizaron una protesta contra el CAA en el distrito Tirupathur de Tamil Nadu. Se quemaron las efigies del primer ministro Narendra Modi y el ministro del Interior Amit Shah, después de lo cual la policía detuvo a más de cien personas. Los estudiantes de Govt Law College en Katpadi y Govt Arts College en Tiruvannamalai también realizaron manifestaciones de protesta contra el CAA y el ataque contra estudiantes en Delhi.

### Guyarat
El 17 de diciembre, la policía de Guyarat arrestó a cinco estudiantes por presuntamente crear un grafiti contra la Ley de Ciudadanía. Según la policía, los estudiantes (todos de veintitantos años) del departamento de Bellas Artes de la Universidad Maharaja Sayajirao habían hecho un grafiti que decía "no CAB Modi", pero en lugar de la letra 'o' en la frase que hicieron los estudiantes Un signo de 'esvástica'. El grafiti se hizo en lugares que incluían la sede de la policía, el círculo de Kala Ghoda, la pared del pabellón Fatehgunj y la pared de un albergue cerca de la Escuela del Rosario. El 16 de diciembre se registró una denuncia policial por "usar palabras provocativas y humillantes para herir los sentimientos de las personas de una comunidad y causar violencia, y también dañar la propiedad pública". La policía declaró que "utilizaron consignas con ciertos símbolos en sus graffiti para herir intencionalmente los sentimientos religiosos de una comunidad en particular y afectar la paz pública y causar disturbios contra los miembros de una comunidad. También dañaron la propiedad pública". La policía ya ha arrestado a cinco y dos estudiantes que estaban escapando estaban siendo registrados.

### Odisha
El 18 de diciembre, miembros de la comunidad musulmana de diferentes partes del estado, líderes agrícolas, activistas estudiantiles y líderes parias, salieron a la carretera en Odisha con una protesta pacífica exigiendo que la Ley de Ciudadanía enmendada y el Registro Nacional de Ciudadanos no se implementen en el Estado. Marcharon desde Satyanagar Masjid hacia la residencia del primer ministro Naveen Patnaik. Presentaron un memorando al Primer Ministro y Gobernador Ganeshi Lal.

### Bombay
Diferentes ONG y estudiantes universitarios, respaldados por Congreso, Partido del Congreso Nacionalista y Frente Democrático Izquierdo partidos formaron conjuntamente un frente con el nombre Hum Bharat Ke Log realizó la protesta el 19 de diciembre, en el August Kranti Maidan. En Bombay, varios actores, entre ellos Farhan Akhtar, Swara Bhaskar, Huma Qureshi, Raj Babbar, Sushant Singh, Javed Jaffrey, Aditi Rao Hydari, Parvathy Thiruvothu, Konkona Sen Sharma, Nandita Das, Arjun Mathur y cineastas Anurag Kashyap, Rakeysh Omprakash Mehra y Saeed Mirza se unieron al lugar de la protesta. La policía de Bombay había desplegado a más de 2,500 policías para monitorear y controlar a unos 20,000 manifestantes. La protesta pacífica concluyó sin incidentes violentos. La policía de Bombay fue aplaudida por destacados artistas como Farhan Akhtar, Swara Bhaskar, Kunal Kamra, político Milind Deora y ciudadanos por su conducta profesional en el mantenimiento de la ley y el orden.

### Apoyo internacional
La comunidad de Assameses en Londres organizó una protesta frente a la Alta Comisión de India. También se realizaron protestas en la Universidad de Harvard y el Instituto de Tecnología de Massachusetts en los Estados Unidos, donde los estudiantes realizaron manifestaciones contra la violenta represión policial en Jamia Milia Islamia. También se planean protestas en Berlín y Zúrich.

## Impacto en el país
Los transportes como vuelos y trenes fueron suspendidos como resultado de las protestas. El gobierno impuso un cierre de Internet en los estados de Assam, Tripura y 5 distritos de Bengala. No fue posible jugar el cuarto día del partido de cricket entre Assam y Services en el Trofeo Ranji 2019-20 debido a las protestas. BCCI cambió dos partidos con tres equipos del noreste a otros lugares. Las protestas también afectaron los partidos de fútbol de NorthEast United, y se aplazaron sus partidos contra Chennaiyin. La cumbre India-Japón en Guwahati, a la que se suponía que asistiría el primer ministro japonés Shinzo Abe, también fue cancelada. Francia, Israel, los Estados Unidos y el Reino Unido han emitido avisos de máxima seguridad para los ciudadanos que viajan al noreste de la India.

### Transporte
Se retrasaron varios trenes y al menos 700 vuelos y se cancelaron más de 20 como resultado de la protesta.

### Comunicación
El gobierno impuso apagones de Internet en los estados de Assam, Tripura, 5 distritos en Bengala Occidental, Mangalore y partes de Delhi

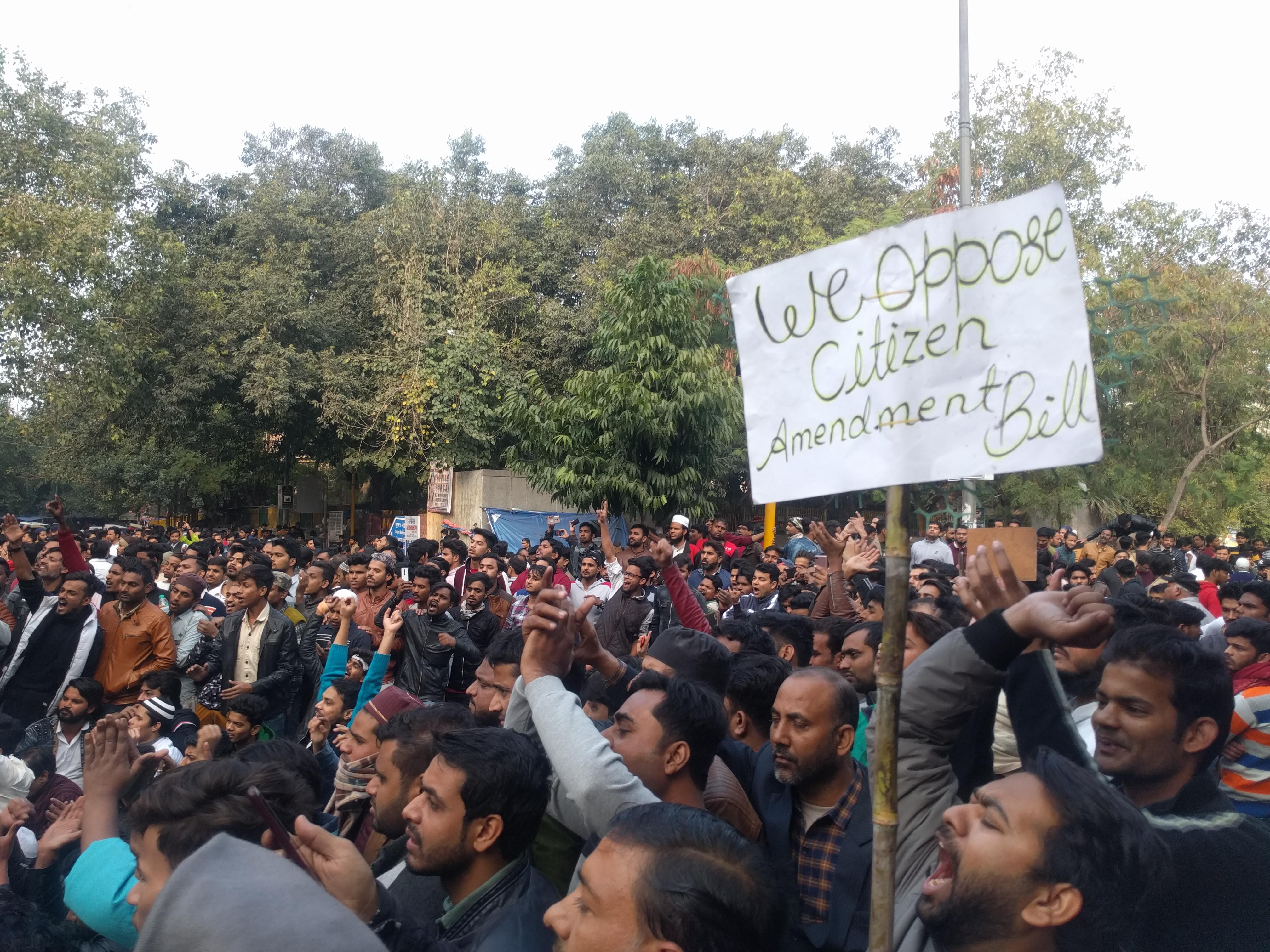
Manifestación en Jamia Millia Islamia.
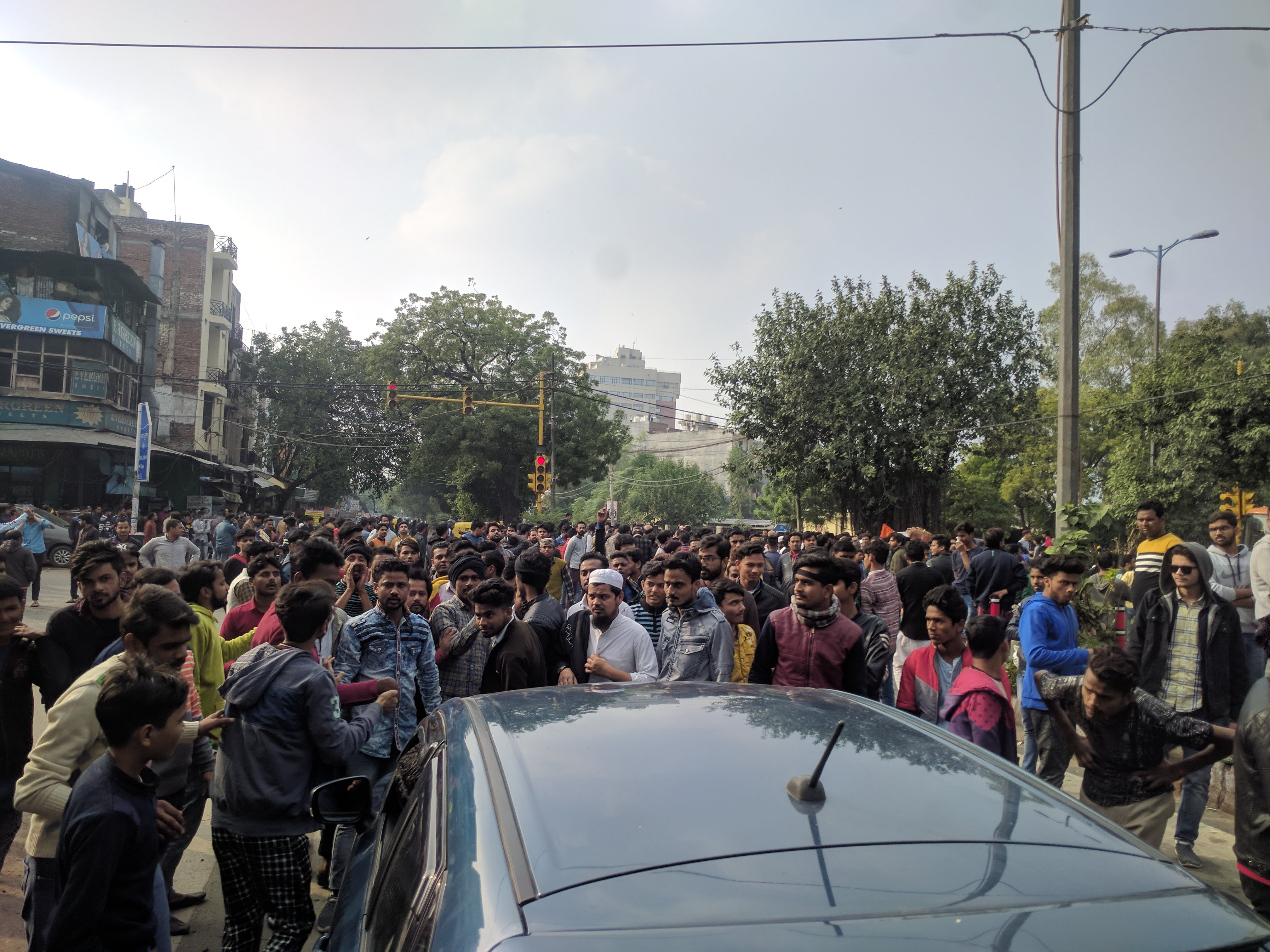
Bloqueo del tráfico por parte de los manifestantes en Nueva Delhi.
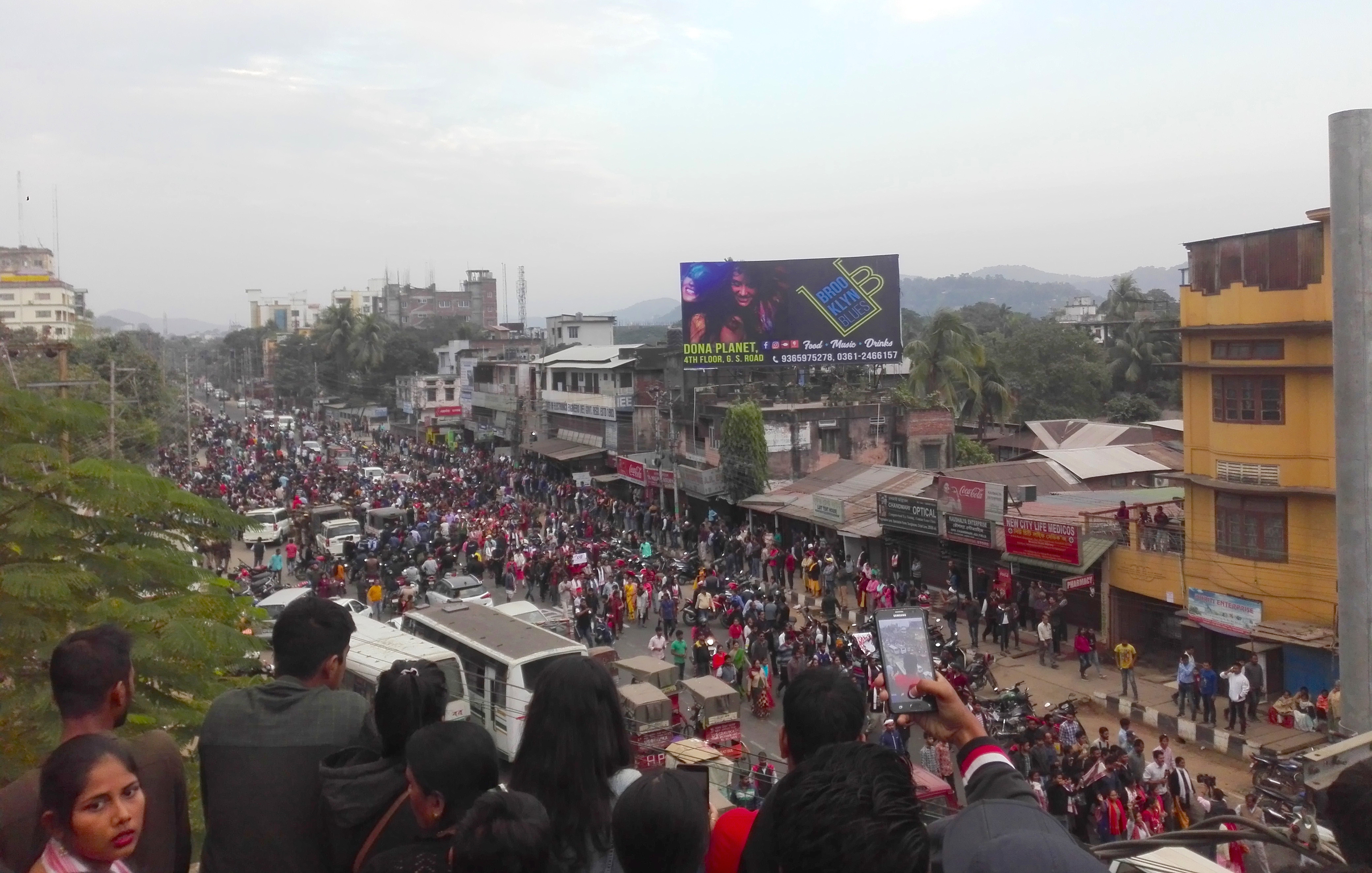
Calles abarrotadas en el estado de Guwahati.

## Universidades

### Jamia Millia Islamia
El 13 de diciembre, los estudiantes de la Universidad Jamia Millia Islamia emprendieron una marcha hacia el Parlamento, protestando contra el CAA. La policía les impidió seguir adelante y utilizaron porras y gases lacrimógenos para dispersar a los manifestantes, lo que provocó enfrentamientos con ellos. Cincuenta estudiantes fueron detenidos por la policía después del enfrentamiento. Según los estudiantes, la policía atacó a los manifestantes pacíficos con piedras y palos, en los que varios estudiantes resultaron heridos. Luego, los estudiantes tomaron represalias con las piedras y se produjo el choque. La policía negó las acusaciones alegando que después de que se impidió a los manifestantes continuar su marcha, primero atacaron a los policías con piedras. La policía luego utilizó gases lacrimógenos para dispersarlos.
En la mañana del 15 de diciembre, más de dos mil estudiantes de Jamia se unieron a las protestas contra CAA en Delhi. Jamia Milia Student Body y Jamia Millia Islamia Teacher's Association (JTA) condenaron la violencia que ocurrió el mismo día en Delhi y declararon que ningún estudiante o maestro estuvo involucrado en la violencia.
A las 6:46 p. m. del 15 de diciembre, cientos de policías entraron por la fuerza en el campus de Jamia, sin el permiso de la autoridad universitaria. La policía utilizó porras y gases lacrimógenos contra los estudiantes que protestaban. Casi un centenar de estudiantes fueron detenidos por la policía de Delhi y liberados a las 3:30 de la mañana del día siguiente. Las imágenes de los estudiantes que fueron arrastrados y agredidos por la policía se transmitieron por televisión. Estudiantes de todas partes de Delhi se unieron a la agitación. Alrededor de doscientas personas resultaron heridas y fueron ingresadas en AIIMS y el Hospital de la Sagrada Familia.
El 16 de diciembre, dos estudiantes de Jamia fueron ingresados en el Hospital Safdarjung con heridas de bala recibidas durante las protestas del 15 de diciembre. Una de las víctimas, M. Tamin declaró que no estaba participando en la protesta y estaba pasando por el área en una motocicleta, cuando la policía de repente comenzó a golpear a los manifestantes y la policía le disparó en la pierna desde un punto lejano. Los médicos que lo atendieron declararon que las heridas eran heridas de bala. La policía declaró que estaban investigando las denuncias de disparos.
La universidad estuvo cerrada hasta el 5 de enero y se pidió a los residentes que abandonaran el campus. El vicecanciller de la universidad declaró que presentarán un caso judicial contra la policía, exigiendo una investigación sobre cómo la policía ingresó a las instalaciones de la universidad y agredió a los estudiantes.

#### Respuesta
La violencia policial fue muy criticada por el cineasta Anurag Kashyap, el actor John Cusack y Rajkummar Rao condenaron la violencia policial, con Cusack refiriéndose al fascismo y Kashyap llamando al gobierno a ser «claramente fascista». El actor Swara Bhaskar, elogió las protestas de los estudiantes por alzar la voz contra el comunalismo y calificó la acción policial como dictatorial, brutal, impactante y vergonzosa. También cuestionó si fue la policía y no los manifestantes quienes destrozaron la propiedad en Delhi y Aligarh.
Amnistía Internacional India criticó a la policía por la violencia contra los estudiantes de la Universidad Jamia y Aligarh y declaró que las denuncias de brutalidad policial y acoso sexual contra los estudiantes deben investigarse y los culpables deben ser castigados. Defendiendo el derecho de los estudiantes a protestar, su director declaró que el arresto de manifestantes viola las obligaciones de la India en virtud del Artículo 19 y el Artículo 21 del Pacto Internacional de Derechos Civiles y Políticos (PIDCP), de respetar y proteger el derecho a la libertad de expresión y una asamblea pacífica.
En respuesta a la represión policial en la Universidad Jamia Millia Islamia y la Universidad Aligarh Muslim, los estudiantes de las instituciones educativas de IIT Kanpur , IIT Madras , Jadavpur University , Tata Institute of Social Sciences , IISc , Pondicherry University , IIM Ahmedabad también se unieron a las protestas; así como la Federación de Estudiantes de India. Los estudiantes de la Universidad de Jadavpur, Bengala Occidental, convocaron una reunión de protesta el 16 de diciembre para "condenar el brutal terror estatal contra los estudiantes de la Universidad Jamia Millia Islamia".
El 17 de diciembre, la policía arrestó a diez personas (algunas de ellas con antecedentes penales) en el caso de los enfrentamientos violentos en Jamia. Ninguno de los arrestados eran estudiantes de Jamia.

### Sikkim
Jóvenes y estudiantes de la Universidad de Sikkim se unieron a las protestas contra la Ley de Enmienda de Ciudadanía, expresando su condena por la muerte de los manifestantes en Assam y el trato duro contra los estudiantes que protestaban contra la Ley el sábado 14 de diciembre. También hubo preocupaciones con respecto al desguace del Artículo 371 (F) de la Constitución de la India que salvaguarda los derechos de la población local de Sikkim y exige la introducción del Permiso de línea interior en Sikkim.

### Universidad Musulmana Aligarh
El 15 de diciembre, las protestas contra CAA se llevaron a cabo fuera del campus de la Universidad Musulmana Aligarh. En la tarde del 15 de diciembre, los agentes de policía entraron por la fuerza en el campus de la Universidad Musulmana Aligarh y agredieron a los estudiantes. Al menos 60 estudiantes resultaron heridos, incluido el presidente de la Unión de estudiantes. El acceso a Internet estaba restringido en el área por la administración del distrito. La universidad estuvo cerrada del 15 de diciembre al 5 de enero de 2020. En la tarde del 17 de diciembre, la policía liberó a 26 personas (incluidos 8 estudiantes) bajo fianzas personales. Habían sido arrestados por cargos de violencia.

### Universidad Nadwa
Los estudiantes de la Universidad de Nadwa, en Lucknow, mientras protestaban dentro del campus planeaban hacer una marcha de protesta, pero la policía cerró las puertas del campus desde afuera para evitar la marcha prevista. Se produjo un enfrentamiento entre la policía y los estudiantes encerrados dentro del campus. Los oficiales de policía golpeaban a los estudiantes con palos como se ve en las imágenes de televisión.

## Reacciones

### China
Diario del Pueblo, un periódico oficial de Comité Central del Partido Comunista de China justificó la represión de China citando los cierres de internet de India. El periódico dijo que India no dudó en cerrar Internet en sus dos estados cuando existía una amenaza significativa para su seguridad nacional y, por lo tanto, la regulación necesaria de Internet era una elección razonable y una práctica normal de un estado soberano para proteger sus intereses nacionales.